# بطولة باوليستا 2003
بطولة باوليستا 2003 هو موسم من بطولة باوليستا. كان عدد الأندية المشاركة فيه 21، وفاز فيه نادي كورينثيانز. لُعبت 109 مباراة خلال البطولة.